# Mario Nascimbene
Mario Nascimbene, né le 28 novembre 1913 et mort le 6 janvier 2002, était un compositeur italien de musiques de films.

## Biographie
Mario Nascimbene fait ses études musicales à Milan, au conservatoire Giuseppe-Verdi, et compose des œuvres de concert avant d'aborder le cinéma au début des années 1940. 
Il travaille dans les années 1950 avec les réalisateurs néo-réalistes italiens, comme Giuseppe De Santis ou Carlo Lizzani, puis pour Hollywood et écrit les musiques de nombreux films sur l'Antiquité, tels Alexandre le Grand et Barrabas. Il commença dans les années 1960 une étroite collaboration avec Roberto Rossellini, surtout pour ses téléfilms sur Descartes, Socrate, saint Augustin et Blaise Pascal.

## Filmographie partielle
- 1942 : La Dame de l'Ouest (Una signora dell'ovest) réalisé par Carl Koch
- 1952 : L'Héritier de Zorro (Il Sogno di Zorro) de Mario Soldati
- 1952 : Le Chevalier sans loi (Le avventure di Mandrin) de Mario Soldati
- 1953 : La valigia dei sogni, de Luigi Comencini
- 1953 : L'Amour à la ville, de divers réalisateurs
- 1953 : Les Amants de Villa Borghese (Villa Borghese) de Gianni Franciolini
- 1953 : L'Âge de l'amour (L'età dell'amore) de Lionello De Felice
- 1954 : La Comtesse aux pieds nus de Joseph L. Mankiewicz
- 1954 : Secrets d'alcôve
- 1954 : Vacanze col gangster de Dino Risi
- 1954 : Au soir de la vie (Prima di sera) de Piero Tellini
- 1955 : La Veuve (La vedova X) de Lewis Milestone
- 1955 : Un Américain bien tranquille de Joseph L. Mankiewicz
- 1955 : Cette folle jeunesse (Racconti romani) de Gianni Franciolini
- 1956 : Alexandre le Grand de Robert Rossen
- 1957 : L'Adieu aux armes de Charles Vidor
- 1957 : Ces sacrés étudiants (Noi siamo le colonne) de Luigi Filippo D'Amico
- 1958 : Salomon et la Reine de Saba de King Vidor
- 1958 : Les Vikings de Richard Fleischer
- 1959 : Été violent de Valerio Zurlini
- 1960 : L'Esclave du pharaon (Giuseppe venduto dai fratelli) de Irving Rapper
- 1960 : Cri d'angoisse de Muriel Box
- 1960 : Scent of Mystery de Jack Cardiff
- 1961 : La Fille à la valise de Valerio Zurlini
- 1961 : Barrabas de Richard Fleischer
- 1961 : Les Joyeux Voleurs (The Happy Thieves) de George Marshall
- 1962 : Lumière sur la piazza (Light in the Piazza) de Guy Green
- 1962 : Le Désordre (Il disordine) de Franco Brusati
- 1962 : La Sage-femme, le Curé et le Bon Dieu (Jessica) d'Oreste Palella (it) et Jean Negulesco
- 1962 : La Flèche d'or (L'arciere delle mille e una notte) d'Antonio Margheriti
- 1966 : Un million d'années avant J.C. (One Million Years B.C.) de Don Chaffey
- 1967 : Doctor Faustus (Doctor Faustus) de Richard Burton et Nevill Coghill
- 1968 : Un corps, une nuit (Summit) de Giorgio Bontempi
- 1968 : L'Enfer de la guerre (Commandos) d'Armando Crispino
- 1968 : La Déesse des sables de Cliff Owen
- 1970 : L'Histoire d'une femme (Storia di una donna) de Leonardo Bercovici
- 1971 : Blaise Pascal de Roberto Rossellini
- 1972 : Le Professeur de Valerio Zurlini
- 1974 : L'An un de Roberto Rossellini
- 1975 : Le Messie de Roberto Rossellini